# Moreitzgraben
Als Moreitzgraben (auch Moreitzmühlgraben oder Moreitzbach) bezeichnet man zwei heutzutage weitgehend verschwundene oder kanalisierte Flussarme der Pößnitz in der Niederlausitz.

## Namensgebung
Der Name lässt sich auf den einst am Moreitzbach gelegenen Mühlenhof eines Moreitz (niedersorbisch Móra) zurückzuführen.